# Domagoj Duvnjak
Domagoj Duvnjak, hrvaški rokometaš, * 1. junij 1988, Đakovo.
S hrvaško rokometno reprezentanco se je udeležil poletnih olimpijskih iger leta 2008 in svetovnega prvenstva v rokometu leta 2011. Leta 2012 je z reprezentanco osvojil bronasto olimpijsko medaljo.